# Rugby Rovigo 2009-2010

## Super 10 2009-10

### Stagione regolare
| Incontro               | Andata | Ritorno |
| ---------------------- | ------ | ------- |
| Veneziamestre — Rovigo | 32-32  | 16-12   |
| Rovigo — Parma         | 15-10  | 20-18   |
| Rugby Roma — Rovigo    | 26-27  | 13-35   |
| Benetton — Rovigo      | 17-12  | 28-34   |
| Rovigo — Viadana       | 19-21  | 22-18   |
| GRAN Parma — Rovigo    | 23-23  | 15-20   |
| Rovigo — L’Aquila      | 12-10  | 20-0    |
| Petrarca — Rovigo      | 18-17  | 13-27   |
| Rovigo — I Cavalieri   | 13-9   | 42-32   |

#### Risultati della stagione regolare
| Posizione | G  | V  | N | P | PF  | PS  | DP  | B | Pt |
| --------- | -- | -- | - | - | --- | --- | --- | - | -- |
| 2ª        | 18 | 12 | 2 | 4 | 402 | 319 | +83 | 9 | 61 |

### Fase finale
| Turno | Incontro         | Andata | Ritorno |
| ----- | ---------------- | ------ | ------- |
| SF    | Viadana — Rovigo | 25-16  | 18-22   |

## Coppa Italia 2009-10

### Prima fase
| Incontro             | Risultato |
| -------------------- | --------- |
| Parma — Rovigo       | 0-42      |
| Rovigo — GRAN Parma  | 36-12     |
| Rovigo — I Cavalieri | 28-14     |
| Benetton — Rovigo    | 38-21     |

#### Risultati della prima fase
| Posizione | G | V | N | P | PF  | PS | DP  | B | Pt |
| --------- | - | - | - | - | --- | -- | --- | - | -- |
| 2ª        | 4 | 3 | 0 | 1 | 127 | 64 | +63 | 2 | 14 |

### Fase finale
| Turno | Incontro          | Risultato |
| ----- | ----------------- | --------- |
| SF    | Petrarca — Rovigo | 28-24     |

## European Challenge Cup 2009-10

### Prima fase
| Incontro          | Andata | Ritorno |
| ----------------- | ------ | ------- |
| Saracens — Rovigo | 36-12  | 56-8    |
| Rovigo — Castres  | 11-76  | 0-47    |
| Tolone — Rovigo   | 73-3   | 30-7    |

#### Risultati della prima fase
| Posizione | G | V | N | P | PF | PS  | DP   | B | Pt |
| --------- | - | - | - | - | -- | --- | ---- | - | -- |
| 4ª        | 6 | 0 | 0 | 6 | 41 | 318 | -277 | 0 | 0  |

## Verdetti
- Rovigo qualificato alla European Challenge Cup 2010-11.